# Miragoâne (gemeente)
Miragoâne (Haïtiaans-Creools: Miragwàn) is een stad en gemeente in Haïti met 62.500 inwoners. De plaats ligt aan een baai van de Golf van Gonâve, ongeveer 100 km ten zuidwesten van de hoofdstad Port-au-Prince. Het is de hoofdstad van het gelijknamige arrondissement en van het departement Nippes.

## Geschiedenis
Het dorp is gesticht in de eerste helft van de 17e eeuw door de Engelsen. Het werd vooral gebruikt als ankerplaats door piraten. De naam komt van de Spanjaarden, die het vernoemden naar de vele leguanen (iguana) die ze er aantroffen.
In de 19e eeuw werd het verwoest tijdens een burgeroorlog.

### Moderne tijd
Vanuit de haven worden koffie, fruit en hout uitgevoerd. De haven is echter vooral belangrijk voor de invoer van tweedehands goederen en smokkelwaar uit Miami. In de omgeving bevindt zich bauxiet in de bodem. Een oude bauxietmijn doet tegenwoordig echter dienst als een opslag van tweedehands auto's uit Florida. Verder wordt er vooral tabak verbouwd en sisal verwerkt.
In de jaren '60 en '70 had het bedrijf Reynolds dat aluminiumfolie produceert er een verwerkingsstation. Deze had echter al snel te kampen met de problematische energievoorziening in Haïti. Een tijd lang zette het gemeentebestuur de elektriciteit voor de inwoners op rantsoen in een poging om de fabriek te behouden. Uiteindelijk moest Reynolds de plaats echter toch verlaten.
Recentelijk zijn er plannen voor een Vrije Zone voor maquiladora's. Elektriciteit, drinkwater en de meeste andere basisvoorzieningen zijn nog steeds precair.

### Na het afzetten van president Aristide
In de nasleep op de gebeurtenissen in 2004 die leidden tot het afzetten van president Aristide was er op 17 december 2004 een incident in Miragoâna. Ex-militairen probeerden toen het politiestation van Miragoâne in te nemen.
Op 20 maart 2005 arresteerden bewoners van Miragoâne de moordenaar van radiopresentator Brignol Lindor.

## Bezienswaardigheden
- Kerk van Sint-Johannes de Doper (Église Saint-Jean-Baptiste), in neo-gotische stijl. Het marmeren altaar was oorspronkelijk ontworpen voor de kerk van Jérémie.
- Fort Réfléchi. Dit fort kreeg deze naam omdat een vijand zich wel twee keer zou bedenken om het aan te vallen (réfléchir = nadenken). In 1883 vluchtte een groep jonge liberale mulatten uit de middenklasse naar dit fort, aangevoerd door Boyer Bazelais. Zij waren tegenstanders van president Lysius Salomon. Zij werden maandenlang omsingeld. Op 22 oktober gaven zij zich verzwakt door ziekte over, en werden afgeslacht.
- Meer van Miragoâne (Étang de Miragoâne).

## Indeling
De gemeente bestaat uit de volgende sections communales:
| Nr. | Naam          | Km²   | Inw.2015 |
| --- | ------------- | ----- | -------- |
| 1   | Chalon        | 51,34 | 34.172   |
| 2   | Belle Rivière | 51,46 | 9.444    |
| 3   | Dessources    | 59,52 | 9.504    |
| 4   | St-Michel     | 23,55 | 9.408    |